# 洪小鈴
洪小鈴（1978年2月23日—），出生於臺灣臺北市，臺灣女演員、模特兒。早期身為模特兒拍攝多部MV、廣告，2005年正式轉戰演藝圈，演出出道作品《惡靈05》初試啼聲，獲不少好評。之後於戲劇圈努力耕耘、挑戰不同角色，終於2012年憑藉《真愛找麻煩》飾演柯雁妮一角入圍第47屆金鐘獎戲劇節目女配角獎，表現傑出受到肯定。

## 個人經歷
洪小鈴出生於臺北市，從學生時期便開始接觸模特兒工作。20歲時正式出道，拍攝過無數廣告及多位巨星的音樂錄影帶，也擔任平面雜誌、走秀、車展展示、電腦展展示模特兒。因拍攝「Qma亞太行動」廣告，經典台詞：「我叫丸子，我是個律師」搭上生動活潑的演出吸引網友們目光。

2005年，洪小鈴演出恐怖劇《惡靈05》正式轉戰演藝圈。後於2007年，洪小鈴參演三立偶像劇《放羊的星星》，飾演第二女主角歐雅若，將其反派性格演繹得恰如其分，角色塑造得十分成功，逐漸打開知名度。

2010年，拍攝完《青梅竹馬》後，與林心如工作室簽約成為旗下藝人，演藝重心轉往大陸發展，參演多部大陸戲劇。其中由好友林心如監製的古裝大戲《傾世皇妃》，是洪小鈴首部古裝宮廷劇，飾演為愛痴狂的楚國郡主馬湘雲，讓洪小鈴成功受到兩岸觀眾關注。

2012年，洪小鈴出演三立華劇《真愛找麻煩》，飾演遭老公、好友背叛的正宮角色柯雁妮，入圍第47屆金鐘獎戲劇節目女配角獎，演技大幅度地進步也獲得眾多觀眾肯定。

2015年，王傳一、洪小鈴主演三立電視華人電視劇八點檔系列第十四部作品《戀愛鄰距離》（英語：Love or Spend），王傳一和洪小鈴在劇中自然的演技深受大家喜愛。王傳一於2016年1月19日出席三立電視營銷感恩晚宴時，甜蜜表示和洪小鈴搭檔「是史上合作最自然的演員」，兩人因戲培養出的好感情溢於言表。
洪小鈴勇於出演各類型角色，亦正亦邪、亦剛亦柔，表演不設限，展現演戲實力。其中極富渲染力的哭戲最令人讚賞，說哭就哭的功力宛如「水龍頭」，讓觀眾的情緒也跟著劇情、劇中角色起伏。

2023年被目擊與男星張天霖聚會結束後，挽著手走在街上，之後大方認愛。兩人在16年前就是螢幕情侶，緋聞傳多年，如今喜事成真。

2024年12月4日與張天霖宣布已登記結婚且懷孕。
2025年4月女兒誕生。

## 演出作品

### 電視劇/網路劇（台灣）
| 首播年度 | 頻道                   | 劇名                 | 角色                         | 備註   |
| 2002年   | 中視                   | 《天下無雙》         | 小玲                         |        |
| 2005年   | 八大                   | 《惡靈05》           | 方亞薇／卓瑪                 | 女主角 |
| 2006年   | 華視                   | 《戀愛女王》         | 梁嘉欣                       |        |
| 2007年   | 台視、三立都會台       | 《放羊的星星》       | 歐雅若                       |        |
| 2007年   | 華視                   | 《麻雀愛上鳳凰》     | 李惠                         |        |
| 2007年   | 華視                   | 《天使之翼》         | 胡采妮                       |        |
| 2008年   | 華視                   | 《歡喜來逗陣》       | 張金花／黃訪竹               |        |
| 2008年   | 台視、三立都會台       | 《無敵珊寶妹》       | 紀祖安                       |        |
| 2009年   | 中視                   | 《青梅竹馬》         | 何青青                       | 女主角 |
| 2011年   | 三立都會台、東森綜合台 | 《真愛找麻煩》       | 柯雁妮                       |        |
| 2014年   | 三立都會台、東森綜合台 | 《女人30情定水舞間》 | 江玟琪                       |        |
| 2014年   | 三立都會台、東森綜合台 | 《我的寶貝四千金》   | 黎安晴                       |        |
| 2015年   | 三立都會台、東森綜合台 | 《戀愛鄰距離》       | 莫洆湞                       | 女主角 |
| 2016年   | 三立都會台、東森綜合台 | 《獨家保鑣》         | 周心儀                       |        |
| 2019年   | 公共電視台             | 《生死接線員》       | 黃慧慈                       |        |
| 2020年   | HBO、HBO Asia          | 《獵夢特工》         | 昆寧                         |        |
| 2021年   | 大愛電視台             | 《一路芬芳》         | 王胡梅香                     | 女主角 |
| 2022年   | CATCHPLAY+、HBO        | 《良辰吉時》         | 護理長／保險員               |        |
| 2022年   | Disney+、bilibili      | 《正義的算法》       | 藍凱欣                       |        |
| 2022年   | Netflix                | 《媽，別鬧了！》     | 新聞主播／哭泣女子／星座專家 |        |
| 2022年   | Disney+                | 《台北女子圖鑑》     | 貴婦                         |        |
| 2024年   | 大愛電視台             | 《你好，我是誰2》    | 羅心儀                       |        |
| 2024年   | Netflix、GagaOOLala    | 《某某》             | 江鷗                         |        |
| 2025年   | 大愛電視台             | 《生命的麥田》       | 余金燕                       |        |

### 電視劇/網路劇（中國大陸）
| 首播年度 | 頻道                     | 劇名                 | 角色   | 備註             |
| 2010年   | 湖南衛視                 | 《單身公主相親記》   | 凱莉   |                  |
| 2010年   | 台州電視新聞綜合頻道     | 《完美丈夫》         | 尹合歡 |                  |
| 2011年   | 湖南衛視                 | 《傾世皇妃》         | 馬湘雲 |                  |
| 2012年   | 河南電視劇頻道           | 《傾城雪》           | 李心寧 | 女配角           |
| 2013年   | 湖南衛視                 | 《賢妻》             | 鄭廣美 |                  |
| 2013年   | 湖南電視劇頻道、安徽衛視 | 《閨中密友》         | 何曼麗 |                  |
| 2015年   | 河南電視劇頻道           | 《潘多拉的秘密》     | 即墨純 |                  |
| 2016年   | 江蘇衛視                 | 《秀麗江山之長歌行》 | 鄧嬋   | 女配角           |
| 2016年   | 搜狐視頻                 | 《親愛的，公主病》   | 顏笑   | 特別主演，網路劇 |
| 2020年   | 中國中央台               | 《幸福總敲兩次門》   | 梅雅婷 |                  |

### 电影
| 拍攝年份 | 片名                       | 角色     | 導演   | 備註                      |
| 2008年   | 蝶戀                       |          |        | 臺灣未上映 · 電視電影     |
| 2009年   | 窈窕紳士 My Fair Gentleman | 芳娜     | 李巨源 | 中国大陆2009年9月28日上映 |
| 2020年   | 同學麥娜絲                 | 阿珍     | 黃信堯 |                           |
| 2021年   | 瀑布                       | 王靜後媽 | 鍾孟宏 |                           |

### 音乐录影带(MV)
| 年份   | 歌曲               | 主唱        | 收錄專輯                |
| 1997年 | 男人是很好騙的     | 林志穎      | 男人是很好騙的          |
| 1998年 | 我不知道           | 動力火車    | 明天的明天的明天        |
| 1999年 | 把你藏起來         | 杜德偉      | 99情人                  |
| 2000年 | 旅途               | 郭富城      | 旅途愉快[Journey Cheer] |
| 2001年 | 束縛               | 杜德偉      | I Believe               |
| 2001年 | 我是真的真的很愛你 | F4言承旭    | 流星雨                  |
| 2002年 | 想哭               | 陳奕迅      | Special Thanks To       |
| 2002年 | 外套               | 動力火車    | Man                     |
| 2002年 | 愛讓一切都對了     | 吳宗憲      | 愛讓一切都對了          |
| 2003年 | 狐狸精             | 羅志祥      | Show Time               |
| 2003年 | 當你回來找我       | 吳宗憲      | 原罪                    |
| 2003年 | 握緊               | 何耀珊      | 孤單旅行                |
| 2003年 | 很久的很久         | 何耀珊      | 孤單旅行                |
| 2004年 | Baby Come To Me    | 楊家成      | Baby Come To Me         |
| 2004年 | 將軍               | 周杰倫      | 七里香                  |
| 2004年 | 迷你裙             | 旺福        | 旺福                    |
| 2004年 | 孤獨了             | 鍾鎮濤      | 男人                    |
| 2005年 | Susan說            | 陶喆        | 太平盛世                |
| 2005年 | 麻吉               | 黃立成-麻吉 |                         |
| 2005年 | 嫁給我             | 杜德偉      | 獨領風騷[新歌精選集]    |
| 2006年 | 忘不了             | 陶喆        | 太美麗                  |
| 2022年 | 寫予你的批         | 張淨        | 寫予你的批              |

## 廣告作品

### 電視廣告
- Boots
- 光泉百分百鮮榨果汁
- 光泉茉莉密茶
- 波爾藍梅錠
- 波爾礦泉水
- 金車麥根沙士
- 洛神花茶
- 麥當勞
- 鳳梨點心派
- 舒菲發雕露
- 金莎巧克力
- SAGEM手機
- OLYMPUS
- 奧黛莉胸罩
- 亞太行動
- 福樂提拉米蘇奶茶
- 白蘭氏唐辛子+綠茶素
- Qma手機
- Fuji富士底片
- 林口社宅 隨到隨辦

### 平面廣告
- 國泰人壽
- 飛柔
- 萊爾富
- 麒麟啤酒
- 凱薩飯店
- SAGEM手機

## 獎項紀錄
| 年分 | 授獎單位               | 獎項                         | 作品名稱             | 角色   | 備註 |
| 2011 | 優酷大劇盛典           | 年度最佳女配角獎             | 《傾世皇妃》         | 馬湘雲 | 獲獎 |
| 2011 | 第四屆上海大學生電視節 | 深受大學生青睞的影視劇女演員 |                      |        | 獲獎 |
| 2012 | 第47屆金鐘獎           | 戲劇節目女配角獎             | 《真愛找麻煩》       | 柯雁妮 | 提名 |
| 2014 | 第三屆華劇大賞         | 最佳女演員獎                 | 《女人30情定水舞間》 | 江玟琪 | 提名 |
| 2014 | 第三屆華劇大賞         | 最佳催淚獎                   | 《女人30情定水舞間》 | 江玟琪 | 獲獎 |
| 2015 | 第四屆華劇大賞         | 最佳女演員獎                 | 《我的寶貝四千金》   | 黎安晴 | 提名 |
| 2015 | 第四屆華劇大賞         | 最佳女演員獎                 | 《戀愛鄰距離》       | 莫洆湞 | 提名 |
| 2015 | 第四屆華劇大賞         | 最佳催淚獎                   | 《我的寶貝四千金》   | 黎安晴 | 獲獎 |
| 2016 | 第五屆華劇大賞         | 最佳女演員獎                 | 《獨家保鑣》         | 周心儀 | 提名 |

## 外部連結
- 洪小鈴的Facebook專頁
- 洪小鈴的Instagram帳戶
- 洪小鈴Ling的新浪微博
- 洪小鈴在互联网电影资料库（IMDb）上的資料（英文）
- 洪小鈴在香港影庫上的簡介
- 洪小鈴在豆瓣上的资料（简体中文）
- 洪小鈴在时光网上的簡介（简体中文）